# Ревизов, Николай Егорович
Николай Егорович Ревизов (1927, Красные Ключи, Самарская губерния, СССР — 2004) — эрзянский журналист и фотохудожник, поэт.

## Биография
Родился в 1927 году в эрзянском селе Красные Ключи, ныне Похвистневского района Самарской области. По национальности эрзянин. 

Окончил Казахский государственный университет (1959).
Работал фотокорреспондентом газеты «Эрзянь правда», «Молодой ленинец», корреспондентом студии Мордовского телевидения, редактором и фотокорреспондентом Комитета по телевидению и радиовещанию МАССР.
С 1974 по 1991 годы — фотохудожник Мордовского книжного издательства.
Умер в 2004 году.

## Труды
Автор первых в Мордовии цветных слайдов для фотоальбомов «Изобразительное искусство Мордовии» (1985), «Достопримечательности Мордовии» (1989), «Мордовский народный костюм» (1990). 

Создал иллюстрированные работы о городах Мордовии. 

Автор стихов и басен.

## Достижения
Лауреат Государственной премии Республики Мордовия (1994).